# Geoffroy Tory
Pour les articles homonymes, voir Tory (homonymie).
Geoffroy Tory, né à Bourges vers 1480 et mort à Paris en 1533, est un imprimeur-libraire, également éditeur humaniste, traducteur, dessinateur, peintre, enlumineur, graveur, fondeur de caractères et relieur français. Il est l'un des introducteurs des caractères romains en France et l'un des premiers réformateurs de l'orthographe française.

## Biographie

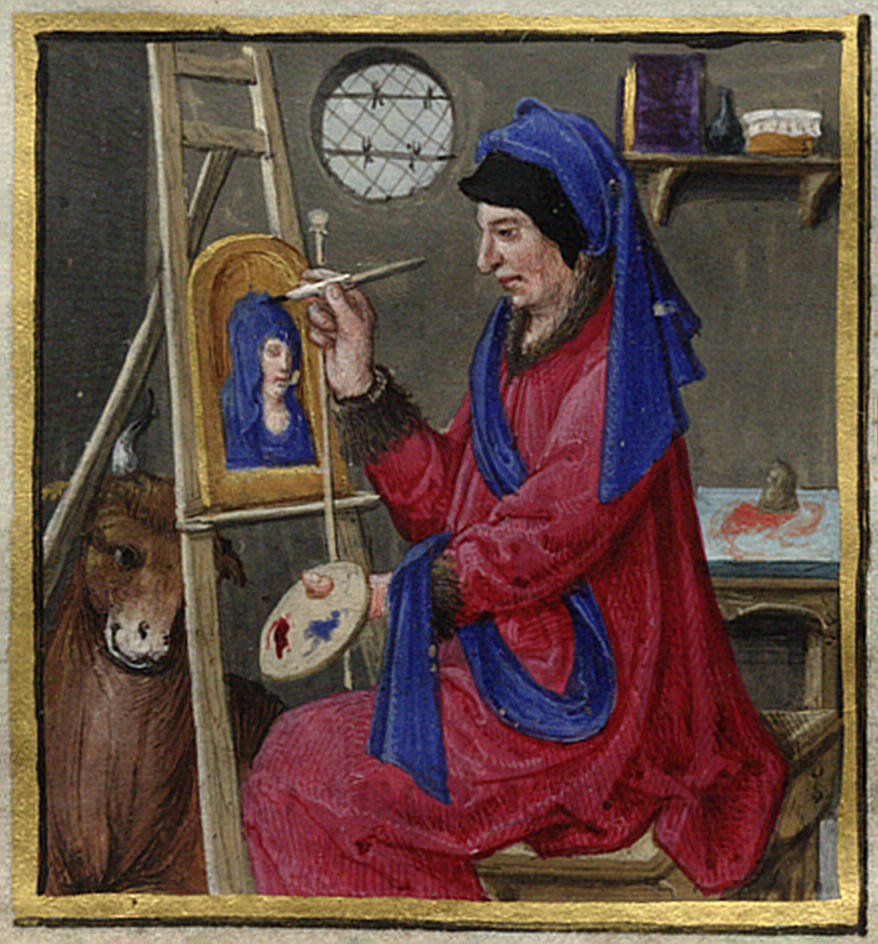
Miniature d'un livre d'heures (1533).

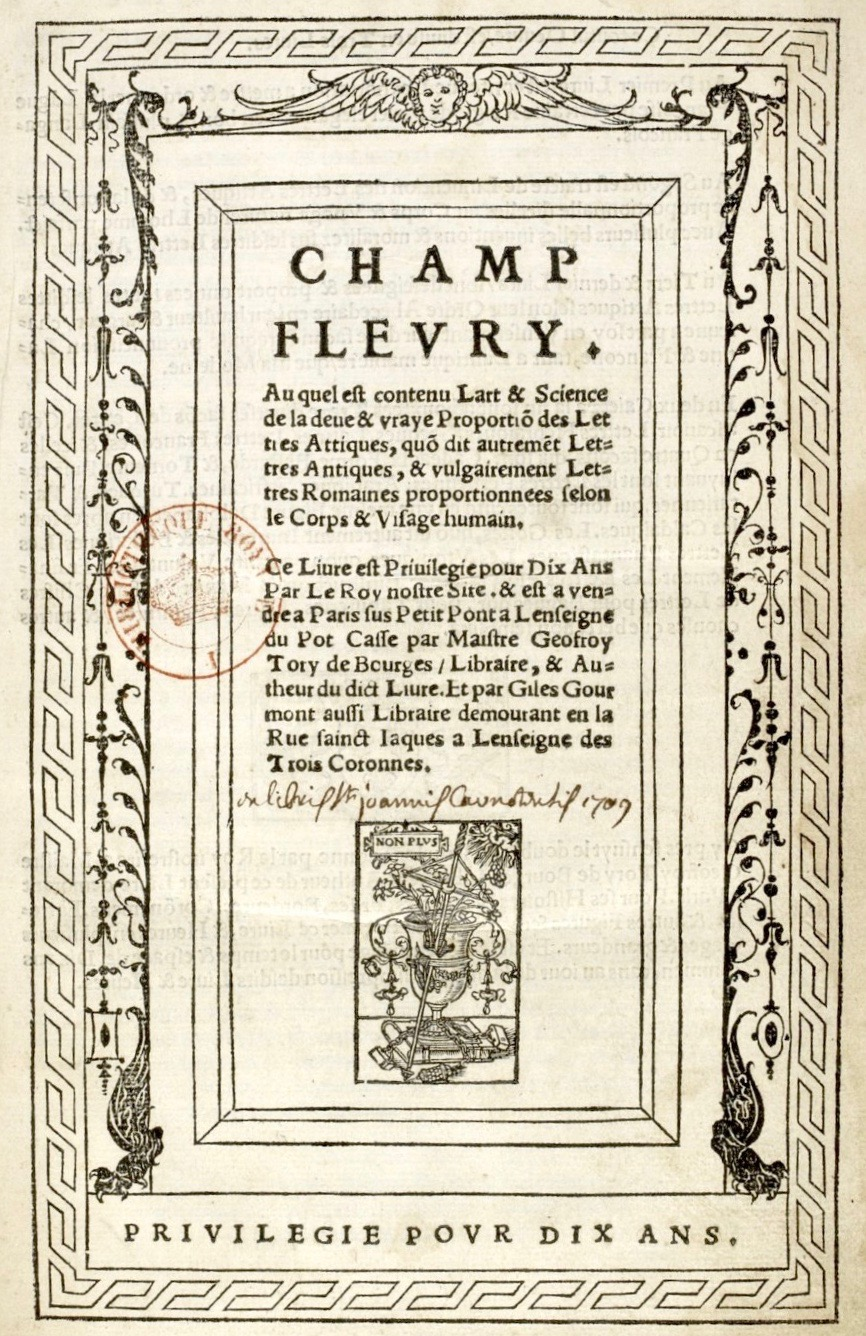
Geoffroy Tory, Champ fleury, page de titre. Texte: "CHAMP FLEURY. Auquel est contenu L'art & Science de la deue & vraye Proportion des Lettres Attiques, qu'on dit autrement Lettres Antiques, & vulgairement Lettres Romaines proportionnées selon le Corps & Visage humain.
Ce Livre est Privilégié pour Dix Ans Par Le Roy notre Sire, & est à vendre à Paris sur Petit Pont à L'enseigne du Pot Cassé par Maitre Geofroy Tory de Bourges / Libraire, & Autheur du dit livre. Et par Giles Gourmont aussi Libraire demeurant en la Rue saint Jacques à L'enseigne des Trois Coronnes."

Geoffroy Tory naît, de parents « humbles et modestes », vers 1480 à Bourges, dans la rue aux Vaches. Après une première formation à l’université de Bourges, complétée au cours d'un voyage en Italie à l’université de Bologne, Geoffroy Tory s’installe à Paris avant 1507. Là, il devient régent (c'est-à-dire professeur) du collège du Plessis, puis au collège de Bourgogne en 1512, et enfin au collège de Coqueret, où il enseigne la grammaire et la philosophie, encore que l'enseignement dans les deux derniers collèges est mis en doute. En 1512, Tory devient père d'une fille, Agnès, issue de son mariage, à une date inconnue, avec Pierrette Le Hullin, peut-être elle-même berruyère (originaire de Bourges). Parallèlement à sa carrière de régent, il fait publier chez d’importants libraires du Quartier latin, tels Henri Estienne ou Gilles de Gourmont, la traduction de plusieurs textes antiques et modernes, comme en 1507 De Totius orbis descriptione de Pomponius Mela, composé en caractères romains ; d'autres, à destination des étudiants, dont la première édition française du traité d’architecture de Leon Battista Alberti. C'est également à lui qu'est attribuée la publication du Panégyrique de Saint Louis et des Français par Christophe de Longueil (1512), texte qui fait un vif éloge de la culture et de la langue française, dans lequel Tory puise plusieurs des idées du Champ fleury.
Après un long séjour en Italie (vers 1518-1521), et notamment à Rome, il s’installe de nouveau à Paris comme libraire, à l’enseigne du Pot cassé,. Ses premiers ouvrages sont des livres d’heures illustrés tantôt « à l’antique », tantôt « à la moderne » (à la franco-flamande), qu’il fait imprimer chez des confrères, sans doute faute d’argent. Pour les Heures, de 1525, imprimées par Simon de Colines, il obtient du roi François Ier le premier privilège connu pour une œuvre graphique.
Il propose pour la première fois en 1529, dans son traité sur le dessin de lettres le Champ fleury, des dessins de lettres romaines mais aussi des alphabets gothiques, bâtards, tourneurs ou encore utopiques. Il envisage également la création de signes diacritiques propres à la transcription du français, notamment les cédilles et les apostrophes ainsi que les accents graves et aigus,. Il met en œuvre certaines de ces propositions dans l'édition de l'Adolescence clémentine de Clément Marot, dont il publie l'édition originale en 1532.
Il meurt en 1533, peut-être de la peste qui sévissait alors à Paris.

## Œuvres
Parallèlement à sa carrière d’imprimeur, Tory publie plusieurs de ses traductions d’œuvres antiques (Tableau de Cébès, dialogues de Lucien, traités de Xénophon ou de Plutarque). Entre 1524 et 1526, il rédige son manifeste, un traité de dessin de caractères finalement publié en 1529 sous le titre :
- Champ fleury. Au quel est contenu l’Art et Science de la deue et vraye Proportion des Lettres Attiques, qu’on dit autrement Lettres Antiques, et vulgairement Lettres Romaines proportionnees selon le Corps & Visage humain (Paris : 1529). (Lire en ligne sur Gallica ou numérisé en mode texte sur les Bibliothèques virtuelles humanistes).

C’est sans doute cet ouvrage rédigé en français qui décida François Ier à le choisir comme imprimeur officiel en 1531. Dès lors, il publia des traductions officielles, ainsi que des livrets de circonstance, dans lesquels il introduisit de nouveaux caractères typographiques, notamment les lettres accentuées, l'apostrophe (empruntée au grec ancien), le « point-crochu » (la virgule) et la cédille, venue d’Espagne.
Exemplaires et éditions : Cat. Destailleur no 828, Paris Ars. : Rés 4° ScA 3921. Paris Ars. : 4° ScA 3922. Paris BNF : RES M-V-345 (lire en ligne sur Gallica). Paris BNF : RES M-V-142 (lire en ligne sur Gallica). Paris BNF : IMPR LIBR-NZ-110. Paris BNF : RES-V-515. Paris BNF : RES-V-516. Paris BNF (Mss.) : Ms. Rothschild-2.4.8. Fac-similé par S.R. Publishers, 1970. Deux planches repr. dans Jessen, 1936, pl. 80–81.
- Une seconde édition posthume paraît en 1549 : L’Art et science de la vraye proportion des Lettres Attiques, ou Antiques, autrement dictes, Romaines, selon le corps et visaige humain, avec l’instruction et manière de faire chiffres et lettres pour bagues d’or, pour tapisseries, vitres et painsctures… le tout inventé par maistre Geoffroy Tory de Bourges, Paris, Vivant Gaultherot, 1549.

Le volume reprend les planches gravées sur bois de la première édition, à l’exclusion de quelques lettres latines dont le format était trop grand ; exemplaires : Paris BNF : RES-V-2450. Paris BNF : RES P-V-441. Paris BNF : RES-V-2603.
Il prolonge ses recherches typographiques dans deux éditions successives de l’Adolescence clémentine, de Clément Marot (août 1532 et juin 1533) :
- Clément Marot, L’Adolescence clémentine (août 1532) par maistre Geofroy Tory, imprimeur du Roy : gallica.fr (sans accents ni apostrophes).
- Clément Marot, L’Adolescence clémentine (juin 1533) par maistre Geofroy Tory, imprimeur du Roy et libraire juré en l'Université de Paris : Bayerische Staatsbibliothek (avec accents, apostrophe et cédille).

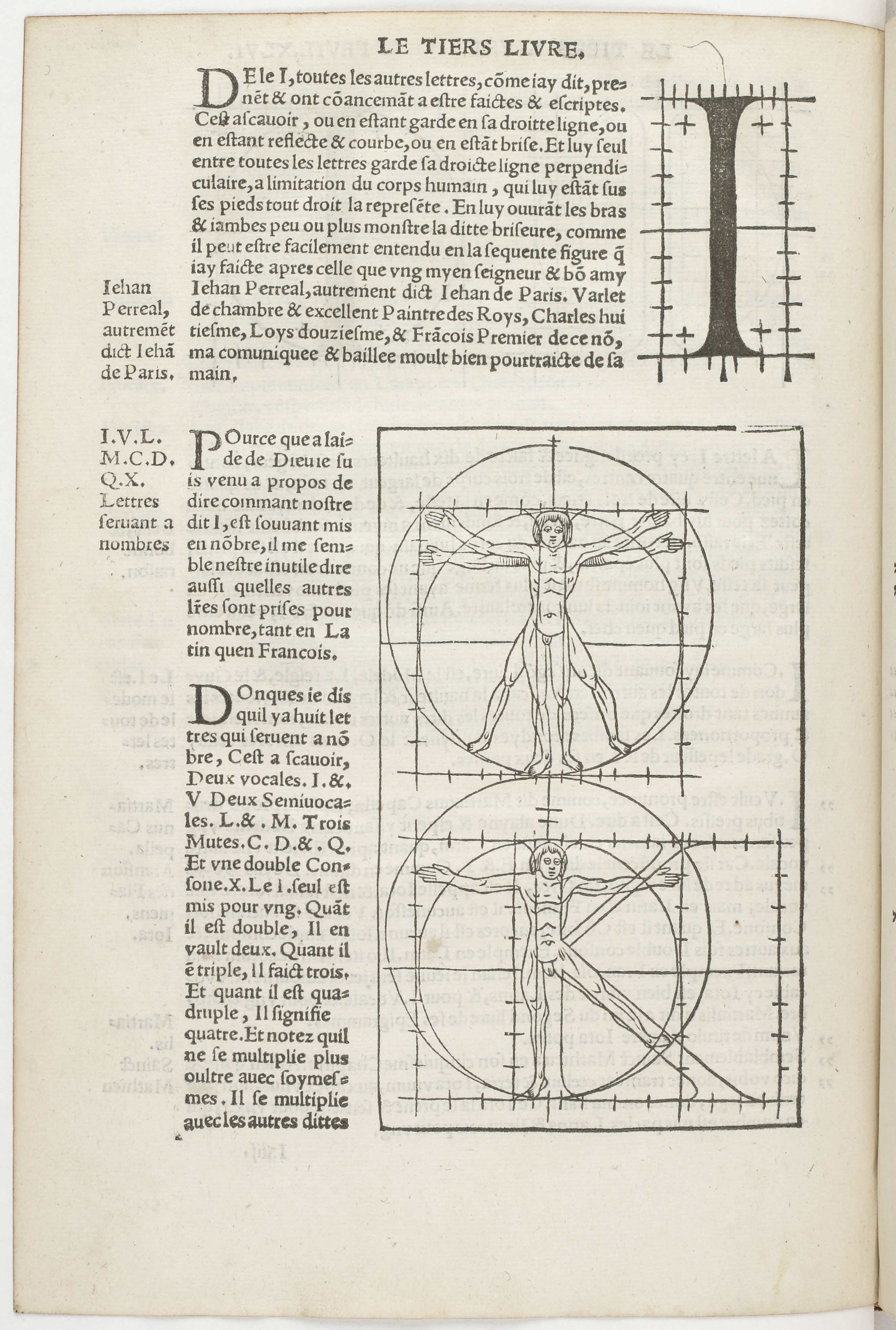
Champ fleury folio 46v.
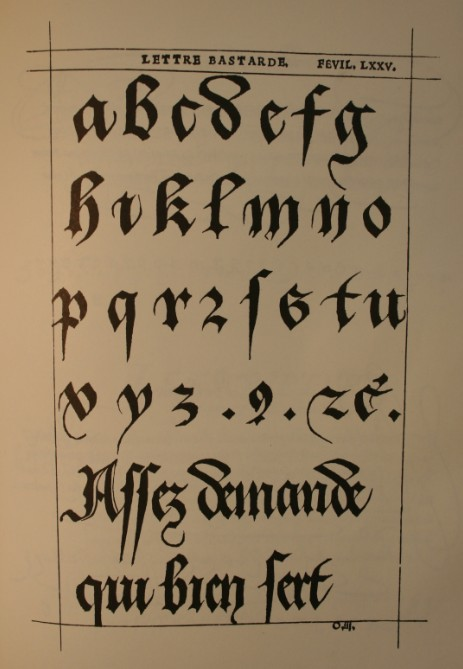
Lettre batarde (1529).
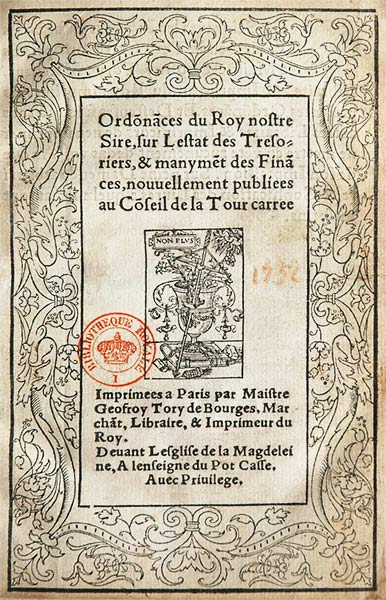
Le pot cassé, enseigne de l'imprimerie de Tory.
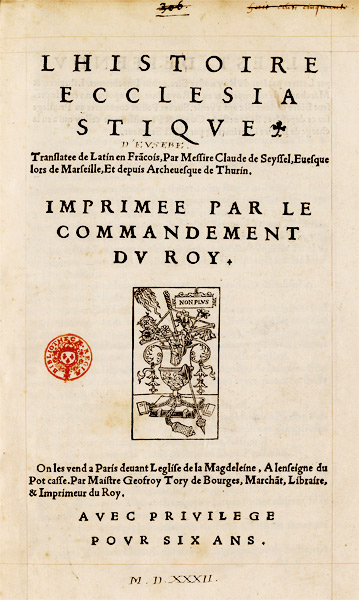
Une autre page.